# Шварц, Уильям Самуэль
Шварц Уильям Самуэль ( англ. William S. Schwartz 23 февраля 1896, Сморгонь, Гродненской губернии — 10 февраля 1977, Чикаго ) — американский живописец, график, скульптор. Писал пейзажи, портреты, натюрморты, жанровые и аллегорические композиции; работал в техниках акварели, пастели, литографии.

## Биография
Родился в бедной многодетной семье Шмуэля Шварца и Таубы Резниковой. В 1908–1912 годах учился в Виленской рисовальной школе. В 1914 году в возрасте 17 лет эмигрировал в США. Жил с сестрой в Нью-Йорке в течение восьми месяцев, а затем перебрался к брату в Омаху, штат Небраска. Работал маляром до переезда в Чикаго в 1915. В 1917 окончил Чикагский художественный институт. Параллельно занимался оперным вокалом (тенор), выступал в оперных постановках, мюзиклах, на радио, получил благоприятные отзывы, но предпочёл занятия живописью пению.

Провел три персональные выставки в Художественном институте Чикаго. 

В годы Великой депрессии был вовлечен в программу Федерального художественного проекта (FAP) (англ.). 
С 1970 года страдал прогрессирующей болезнью Альцгеймера. Умер и похоронен в Чикаго.
Несколько работ Шварца хранятся в Корпоративной коллекции Белгазпромбанка в Минске, Художественном институте Чикаго и Художественном музее Джослин.